# Țipivkî, Iavoriv
Țipivkî (în ucraineană Ціпівки) este un sat în comuna Verbleanî din raionul Iavoriv, regiunea Liov, Ucraina.

## Demografie
Componența lingvistică a localității Țipivkî
     Ucraineană (100%)
Conform recensământului din 2001, toată populația localității Țipivkî era vorbitoare de ucraineană (100%).